# Supercopa da UEFA de 2014
A Supercopa da UEFA de 2014 ou Supertaça da UEFA de 2014 foi a 39ª edição da Supercopa da UEFA, uma partida anual organizada pela UEFA na qual se confrontam os campeões da Liga dos Campeões de 2013–14 e da Liga Europa de 2013–14. Foi a primeira competição da UEFA que foi utilizado o spray aos árbitros. Foi disputada em 12 de agosto de 2014 no Cardiff City Stadium, em Cardiff, País de Gales.
O Real Madrid conquistou o seu segundo título no torneio após vencer o Sevilla por 2–0, com dois gols de Cristiano Ronaldo.

## Participantes
| Clube       | Cidade  | Classificação                                   | Participações anteriores |
| ----------- | ------- | ----------------------------------------------- | ------------------------ |
| Real Madrid | Madrid  | Campeão da Liga dos Campeões da UEFA de 2013–14 | 1998, 2000 e 2002        |
| Sevilla     | Sevilha | Campeão da Liga Europa da UEFA de 2013–14       | 2006, 2007               |

## Detalhes
| 12 de agosto  | Real Madrid                | 2 – 0     | Sevilla | Cardiff City Stadium, Cardiff                 |
| 19:45 (UTC+0) | Cristiano Ronaldo 30', 49' | Relatório |         | Público: 30 854 Árbitro: ENG Mark Clattenburg |

| Real Madrid | Sevilla |

| GK              | 1  | Iker Casillas      |     |     |
| RB              | 15 | Daniel Carvajal    | 44' |     |
| CB              | 4  | Sergio Ramos       |     |     |
| CB              | 3  | Pepe               |     |     |
| LB              | 5  | Fábio Coentrão     |     | 83' |
| DM              | 19 | Luka Modrić        |     | 85' |
| DM              | 8  | Toni Kroos         |     |     |
| CM              | 10 | James Rodríguez    |     | 72' |
| RW              | 11 | Gareth Bale        |     |     |
| LW              | 7  | Cristiano Ronaldo  |     |     |
| CF              | 9  | Karim Benzema      |     |     |
| Substitutos:    |    |                    |     |     |
| GK              | 13 | Keylor Navas       |     |     |
| RB              | 17 | Álvaro Arbeloa     |     |     |
| DF              | 2  | Raphaël Varane     |     |     |
| LB              | 12 | Marcelo            |     | 83' |
| DF              | 24 | Asier Illarramendi |     | 85' |
| CM              | 22 | Ángel Di María     |     |     |
| CM              | 23 | Isco               |     | 72' |
| Treinador:      |    |                    |     |     |
| Carlo Ancelotti |    |                    |     |     |

| GK           | 13 | Beto                |     |     |
| RB           | 23 | Coke                |     | 83' |
| CB           | 2  | Federico Fazio      |     |     |
| CB           | 21 | Nicolás Pareja      |     |     |
| LB           | 5  | Fernando Navarro    | 66' |     |
| DM           | 6  | Daniel Carriço      |     |     |
| DM           | 4  | Grzegorz Krychowiak |     |     |
| CM           | 22 | Aleix Vidal         |     | 66' |
| CM           | 20 | Vitolo              | 41' |     |
| CM           | 17 | Denis Suárez        |     | 78' |
| CF           | 9  | Carlos Bacca        |     |     |
| Substitutos: |    |                     |     |     |
| GK           | 25 | Mariano Barbosa     |     |     |
| RB           | 5  | Diogo Figueiras     |     | 83' |
| DF           | -  | Luismi              |     |     |
| DM           | 12 | Vicente Iborra      |     |     |
| MC           | 10 | José Antonio Reyes  |     | 78' |
| MC           | 11 | Jairo Samperio      |     |     |
| FW           | 14 | Iago Aspas          |     | 66' |
| Treinador:   |    |                     |     |     |
| Unai Emery   |    |                     |     |     |

## Campeão
| Supercopa Europeia de 2014      |
| Espanha                         |
| ------------------------------- |
| Real Madrid Campeão (2° título) |